# ヘンリー・バルフォア・ガーディナー
ヘンリー・バルフォア・ガーディナー（Henry Balfour Gardiner, 1877年 - 1950年）は、イギリスの作曲家・音楽教師。短期間ウィンチェスター・カレッジで教鞭を執り、イングランドの民俗音楽を蒐集した。非常に限られた数の作品しか残していない。
最も優れた作品は、分厚い和音をもつ濃厚でロマンティックな《夕べの讃歌》（Evening Hymn ）で、これはイギリスの合唱曲の古典的なレパートリーとみなされている。今日でもこの曲は、聖公会では晩祷におけるアンセムとして定期的に演奏される。

## 晩年
後半生においては公的な音楽活動から身を退き、ドーセットの農場で植林事業に没頭した。著名な指揮者ジョン・エリオット・ガーディナーの大叔父であり、現在ドーセットの農場はこの指揮者に管理されている。